# スズラン (百貨店)
株式会社スズランは、群馬県前橋市に本社を置き、前橋市と高崎市に店舗を構える百貨店である。日本百貨店協会に加盟する。

## 歴史・概要

### 前史
第二次世界大戦に招集されて大日本帝国陸軍の東部四十部隊に入隊して千島列島の占守島に配属されたことからシベリアに抑留されていた渋沢康平が、1947年（昭和22年）6月に復員。
戦前に伊勢崎銘仙を東京で販売した経験を生かし、自宅を拠点にして東京や関西から生地を仕入れて小売店に販売する繊維卸売業を行ったのが始まりである。
同年9月に康平の弟である猛が復員してからは、兄弟で力を合わせて業容を拡大し、1948年（昭和23年）に前橋市千代田町に繊維類の卸・小売業の店舗を開業して小売も手掛けるようになった。
しかし、この開業当時は物資が不足していたことから自由に販売できない統制経済が続いており、綿の生産が盛んだった東京・青梅市で製造業者から直接仕入れて150反を所持していた猛が福生駅で統制物資の取り締まりに遭って福生警察署に連行され、商品を押収される事件も起きている。
こうした繊維卸売業を営むことで資金を貯めて、5年計画で衣料品店を出店することを目指していた。

### 創業から店舗の拡張へ
1952年（昭和27年）6月19日、資本金75万円で「有限会社スズラン衣料品店」を設立し、同月に前橋市千代田町に約八畳ほどの小規模な衣料品店を開業した。
開業時からジャンパーやズボンなどの外出に使う上着類も扱っていたが、戦後の経済難とベビーブームが重なっていた時期であったことから、当初はメリヤスの肌着をわずか15%ほどの粗利益で販売したことが人気を呼び、その販売が初期の売上げの多くを占めることになった。
また、この当時は営業時間も特に決めず、買い物客がいる間は店を開けて販売することにしていたことから、午後10時過ぎまで営業することがほとんどであったとされている。
こうした営業姿勢が評価されて、売上が順調に伸びたことから、人気の商品を仕入れて品揃えを拡充することを目指し、衣料品の集積地であった大阪からの仕入れに踏み切ることになった。
だが、地方の新興商店で特に大阪の繊維問屋との間で人脈も取引もなかったことから、猛が現金を持参して仕入れを行う形を採った。
ところが、治安の良くなかった戦後の混乱期に多額の現金を持ち歩いていたことから、大阪の繊維問屋で仕入れる商品を品定めをしている間にカバンの中に入れておいた現金を同じ形に切られた新聞紙にすり替えられ、当時の資本金を超える79万円を盗難される事件に巻き込まれることになった。
この事件により多額の損失を被ることになったが、その時の繊維問屋の主人が気の毒に思って現金での支払い無しに商品を仕入れることを認めたため、紛失した金額を超える約100万円の仕入れを行い、商品を店舗に持ち帰って販売することが可能になった。
1954年（昭和29年）5月に店舗を増築したのを皮切りに、初の支店となる沼田店を出店し、さらに同じ前橋市千代田町内に第2営業所や第3営業所を開店して売り場を拡充し、売上の一段の拡大を目指した。

### 事業の拡大に伴う銀行取引への取り組み
こうした事業の拡大に伴って、新店舗の開設費用などで銀行融資が必要になっていったが、融資を申し込む以前に取引がなかったことから信用がなく、当初は定期預金を開設するなどして関係を築くことを行員から勧められて、融資が受けられなかった。
こうした融資を断る姿勢が多くの銀行に共通して見られたことから、康平は「行商上がり」というイメージの悪さが影響していると考え、社会に貢献する企業イメージが必要だとして「商品を通して社会に御奉公」との言葉を全社有車のボディーに書いて走らせることを試みた。ところが、社会主義・共産主義思想を排斥するレッドパージの時代であったことから、このキャンペーンが「スズランの経営者は社会主義者」との印象を持たれ、銀行との取引には効果を発揮しなかった。そこで、今度は地元の銀行の株式を取得することで取引を目指す方向へ転換し、新聞に掲載する自社の広告の片隅に「○○銀行の株買いたし」との言葉を加えたところ、しばらくして同行の本店から電話がかかって折衝に応じてもらうことに成功した。
こうして実際に同行の株式を取得して株主になると共に、銀行取引を始めることに成功した。
銀行の取引開始の際の幹部との面談などを通じて銀行員が財務面を中心に企業の経営について深い知識を持っていると感じ、康平は足利銀行に勤務していた末弟の裕を1955年（昭和30年）に入社させて、財務などの能力を取り入れることになった。

### 百貨店の開業
この銀行取引の開始前後から百貨店を開業することを構想し始め、「渋沢康平」の出生地に近い高崎市宮元町の旧前橋地方裁判所高崎支部跡地の取得のめどが立ったことから、同地に百貨店を開設する計画を本格化させることになった。
そして、百貨店開業資金を地元に本店を置く主力銀行が中心になって融資を受けることで調達し、計画を進めて行った。
しかし、当時の年間売上高に匹敵する水準の高額の融資となることから、それだけでは約5億円ほど不足する見込みとなり、他の銀行にも融資を依頼することになった。
だが、一部の銀行が計画していた1億円の半分の5000万円しか応じられないとの回答で、希望額への上積みがなかなか進展しなかったため、本店に訪問して融資を引き出すなど資金調達は難航の末にようやく計画に達した。
そうした資金面での制約を乗り越え、1968年（昭和43年）1月に百貨店法による営業許可を受け、「スズラン百貨店高崎店」を同年11月15日に開店し、百貨店事業に進出した。
この百貨店の開業に伴い、当社は従来から強みを持つ衣料品などだけでなく、地下に食料品売り場（いわゆるデパ地下）を開設することになった。
しかし、当社には食料品を扱った経験がないことから、スーパーマーケットに勤務していて市場などでの仕入れも担当していた「渋沢康平」の長男である「渋沢蓉一」が当社に入社し、その経験を生かして食料品売り場の開設を担った。
当社の高崎店より約4年ほど先行して藤五が百貨店を開業していたが、順調に売り上げを伸ばしたことから、この出店は成功したとの評価を受けた。

### 大手流通資本の進出による競争激化
しかし、1976年（昭和51年）3月にニチイが開店したのを皮切りに、同年4月16日にダイエー高崎店、翌年の1977年（昭和52年）に髙島屋が進出するなどの全国大手流通資本が進出し、高崎市の大型店間で激しい競争が繰り広げられることになった。
この大手スーパーや百貨店の進出によって、高崎市は過剰出店状態に突入し、1976年（昭和51年）には、2月の十字屋高崎店と8月の緑屋高崎店と大型店が相次いで閉店して撤退することになった。
さらに、藤五も伊勢丹の支援を受けて店名を変更して営業を続けたものの、1985年（昭和60年）8月に閉店して撤退に追い込まれ、同年に前橋市でも前三百貨店が閉店したことから、当社は高崎市と前橋市の双方で唯一の地場資本の百貨店となった。

### 大衆百貨店路線の選択と設備投資の推進
この旧藤五の閉店と撤退を受けて、当店が次に撤退に追い込まれる危険性があるとの認識から危機感を抱き、東京の最先端の流行の高級品の身を追い掛けることなく、地元の群馬県民のニーズに合わせた商品をそろえる「大衆百貨店」路線を採ることになった。
そうした路線が功を奏したのか、群馬県外から転居してきた人々に多い、高崎市で「高島屋」を好んで利用する買い物先の第1位に挙げた顧客も、前橋市で「西武（後のLIVIN）」を好んで利用する買い物先の第1位に挙げた顧客も、実際には当社の店舗で購入する傾向が生じるようになった。
もっとも、当店に来店した顧客が実際の買い物は「ニチイ」で行う比率も高まっており、この「大衆百貨店」路線は量販店への顧客流出にもつながる面もあった。
また、その一方では旧藤五の閉店した1985年（昭和60年）に前橋市本町に本社ビルを建設して総務・経理部門を集約・統括する体制を構築。
1987年（昭和62年）に高崎店にインテリア別館を開設して増床したのを皮切りに、前橋店婦人靴別館の開設に踏み切るなど積極的な設備投資を行った。
さらに、1986年（昭和61年）に準備組合を設立して事業化が進められた旧麻屋百貨店跡を含む「前橋市千代田町2丁目8番商店街地区第一種市街地再開発事業」では、当社も核店舗として出店する候補の一つとなって1989年（平成元年）11月に準備組合とスズランはキーテナントの出店確認書に調印し、同事業で建設される地上10階建ての再開発ビルに核店舗として出店することになった。
この新店舗は延べ床面積約53,000 m2のうち約28,000 m2を占める核店舗として当社が出店し、前橋市の中心市街地の商店街と共存しながら、群馬県内全域から集客できる県内最大規模の店舗とすることを目指しつつ、競合する百貨店の進出の阻止も狙ったものであった。
前橋市を含む地権者19人が組合を設立して再開発ビルを建設、地権者の権利部分を除くビルの大半を不動産会社に買い取ってもらう計画で、1990年（平成2年）1月26日に「高度利用地区」として都市計画決定を受け、1991年（平成3年）1月にも着工する予定で進められていた。

### 前橋店の移転断念と黒字経営の維持
ところが、バブル期の地価や建設費の高騰から当初の予想を大きく上回る投資額が見込まれ、ビルの大半を購入する予定であった不動産会社と地元地権者側の間で価格交渉が折り合わず、当社と不動産会社との間でも金額を巡って大きな食い違いが生じることになった。
そのため、地権者全員の合意が得られないことなどを理由に、準備組合は1991年（平成3年）4月に不動産会社と交渉打ち切りと共に当社との出店確認書も解除し、この出店計画は白紙撤回となった。
この解約に至った時点では、当社の売上も順調に伸びており、融資を受けて出店計画を継続しようという意見もあったが、「渋沢康平」などの判断で出店を止める決断を下した。
なお、この「前橋市千代田町2丁目8番商店街地区第一種市街地再開発事業」は、その後も事業の継続を目指していくつかの案が検討されたが、前橋市も1996年（平成8年）6月に事業継続を断念して潰えている。
この出店計画の中止を決めた翌年の春から当社の売り上げも伸び悩むようになり、「バブル崩壊」と呼ばれる不況に突入したことから、この判断は当社の業績悪化を防ぐものとなった。
その結果、リーマンショック後の2009年（平成21年）8月期に1967年（昭和42年）8月期以降で初の最終赤字に転落するまで黒字経営を維持し、高崎店は群馬県内の百貨店では第1位の売上を誇る地域一番店の座を維持するなど堅調な業績を保った。
一方で、前橋店の移転計画を断念したことから、前橋店は高崎店を売り場面積で約4,200 m2、売上高で約40億円下回り、都市の人口規模の割に売上が伸び悩む形となった。
そこで、旧丸井前橋店跡を2000年（平成12年）に購入して改装し、2002年（平成14年）2月27日に「新館」を開設し、前橋店を高崎店並みの売り場面積へ拡張した。
また、高崎店についても、店舗の東側に隣接する約3,090 m2の土地に地下2階・地上8階建て延べ床面積約30,880 m2の建物を増築して2階以上の部分を接続し、店舗面積約10,000 m2増やして約1.5倍となる約30,000 m2に大幅に増床する計画を立てた。
既存の店舗と増築部分との間に市道があってこの計画の実現の際に法律上のネックとなっていたが、2007年（平成19年）6月12日に高崎市議会定例会で市道認定から外すことが議決され、障害が取り除かれる形となった。
しかし、この高崎店の増床計画は、店舗に隣接する立体駐車場「パーク500」の運営会社「立体駐車場整備」が2008年（平成20年）に破産して、破産管財人が管理する不安定な状況となったことや、2009年（平成21年）8月期に1967年（昭和42年）8月期以降で初の最終赤字に転落したことなどが影響して延期されることになった。
そのため、2010年（平成22年）3月中旬に新設した関連会社「エムロード」が「パーク500」を同駐車場と連結しているオフィスビルと共に取得し、他社に取得されて駐車場の利用が困難になって営業に支障が生じる恐れを排除することになった。これにより、高崎店の駐車場が事実上増える形となったことや、リーマンショック後の消費の低迷が続いていることなどから、増築部分の駐車場を減らすなど計画を見直すことになった。
こうした主力店舗の増床を進める一方で、伊勢崎市に出店していた「スズラン ギフト＆ファッション伊勢崎店」を2006年（平成18年）8月1日に閉店するなど不採算事業の見直しも進めている。
しかし高崎店のスポーツ・ファッション館を2018年1月28日に閉鎖するなど、順調とはいかない状況である。

### 再開発に伴う移転計画
2018年11月、前橋店を含む千代田町2丁目の再開発計画の概要が発表され、2021年に前橋店の移転方針が表明された。
高崎店は、2017年の耐震診断により震度6以上の地震に対して倒壊する危険性が高いと診断され、早期の改修が望まれた。こうした中、2020年に本館の建て替え並びに店舗周辺の再開発を計画していることを明かし、2022年8月より新店舗の建設が着工した。
2024年1月31日に旧店舗での営業を終了し、同年2月29日より新店舗での営業を開始。
旧店舗は解体後、跡地に地上19階建てのマンションと立体駐車場の建設が予定されている。

## 年表
- 1947年（昭和22年）
  - 6月 - 「渋沢康平」が復員し[9]、自宅を拠点に繊維卸売業を開業[10]。
  - 9月 - 「渋沢康平」の弟「渋沢猛」が復員して業容を拡大[10]。
- 1948年（昭和23年） - 前橋市千代田町に繊維類の卸・小売業の店舗を開業[11]。
- 1952年（昭和27年）
  - 6月19日 - 資本金は75万円で「有限会社スズラン衣料品店」を設立[1]。
  - 6月 - 前橋市千代田町に約八畳ほどの小規模な衣料品店を開業した[12]。
- 1954年（昭和29年）5月 - 店舗を増築[14]。
- 1961年（昭和36年）
  - 12月1日 - 沼田市に（初代）スズラン沼田店開店[44]。
  - 12月 - 「株式会社スズラン」に組織変更[1]。
- 1962年（昭和37年）5月 - 第二営業所（現・前橋店本館）を開店[3]。
- 1968年（昭和43年）
  - 1月 - 通産大臣から高崎市に百貨店法営業許可を受ける[18]。
  - 11月15日 - 高崎市に「スズラン百貨店高崎店」を開店し[5]、百貨店事業に進出[18]。
- 1980年（昭和55年） - 群馬郡群馬町菅谷（現高崎市菅谷町）に物流センター開設。
- 1982年（昭和57年）5月 - 前橋店にスポーツファッション館を開店[3]。
- 1985年（昭和60年） - 前橋市本町に本社ビルを建設し、総務・経理部門を集約・統括する体制を構築[25]。
- 1987年（昭和62年） - 高崎店にインテリア別館を開設して増床[25]。
- 1989年（平成元年）11月 - 「前橋市千代田町2丁目8番商店街地区第一種市街地再開発事業」の準備組合とスズランは核店舗として出店確認書に調印[26]。
- 1990年（平成2年） - 高崎店増床リニューアル。
- 1991年（平成3年）
  - 2月 - 伊勢崎市に「スズランギフト＆ファッション伊勢崎店」を開店[45]。
  - 4月に「前橋市千代田町2丁目8番商店街地区第一種市街地再開発事業」の準備組合が出店確認書を解除し、出店計画が白紙撤回となる[29]。
  - 沼田市にギフトショップ開店。
- 1998年（平成10年） - 高崎店にスポーツファッション館を開店。
- 2002年（平成14年）2月27日 - 前橋店に新館（旧:丸井前橋店跡を改装）開店[33]。
- 2006年（平成18年）8月1日 - 伊勢崎市のギフトショップを閉店[36]。
- 2009年（平成21年） - 前橋店のスポーツファッション館を別館としてリニューアル。
- 2010年（平成22年）
  - 3月中旬 - 関連会社「エムロード」を設立[8]。
  - 5月 - 「エムロード」が「パーク500」を同駐車場と連結しているオフィスビルと共に取得[8]。
- 2013年（平成25年） - 沼田市のギフトショップを閉店。
- 2018年（平成30年）- 高崎店のスポーツファッション館を閉館。
- 2021年（令和3年）- 前橋店のシューズ館を閉館[46]。
- 2024年（令和6年）
  - 1月31日 - 高崎店の旧店舗の営業を終了[41]。
  - 2月29日 - 高崎店の新店舗の営業を開始[43]。

## 商販一致と顧客対応
店頭で販売を担当する社員が自ら仕入れ業務も行う伝統的な営業形態を維持している。
そのため、店員の商品知識が深まると同時に、売価も自社で設定することがしやすい状態を保っている。
さらに、この「商販一致」は、好みを熟知した仕入れにより顧客との関係を強化することにも繋がっており、地元の県民のニーズに対応する「大衆百貨店」路線を実践する基盤となって、高崎市の「高島屋」と前橋市の「西武（後のLIVIN）」を好んで利用する買い物先の第1位に挙げた顧客も実際には当社の店舗で購入する傾向が生じるようになった。
また、毎年4回合計約8,000人の顧客から要望や意見を集めた「お客様の声」を店員に配る仕組みも導入しており、その内の約20%を占める苦情を含めて従業員に伝え、顧客への徹底的な対応により顧客満足度の向上を目指している。

## 店舗

### 前橋店
「渋沢康平」が1948年（昭和23年）に繊維類の卸・小売業の店舗を開業、1952年（昭和27年）6月19日に資本金は75万円で「有限会社スズラン衣料品店」を設立して同月に約8畳ほどの小規模な衣料品店を開業した創業の地である前橋市千代田町に所在する店舗である。
また、1985年（昭和60年）に建設した本社ビルは前橋市本町にあり、当店はその近くに所在している。
近隣で進められていた「前橋市千代田町2丁目8番商店街地区第一種市街地再開発事業」に参画し、同事業で建設される地上10階建ての再開発ビルの延べ床面積約53,000 m2のうち約28,000 m2を占める核店舗として店舗の移転をすることを目指したこともあった。
ところが、1989年（平成元年）11月に準備組合と出店確認書に調印したものの、1991年（平成3年）4月に準備組合が出店確認書も解除してこの計画が白紙撤回となったことから実現しなかった。
この出店断念により、売り場面積は高崎店より約4,200 m2少ないままであり、売上高でも約40億円下回るなど、都市の人口規模の割に売上が伸び悩む形となった。
そこで、代りに、旧丸井前橋店跡を2000年（平成12年）に購入して改装し、2002年（平成14年）2月27日に新館を開設して前橋店の売り場拡張を行い、同年に本館も改修して高崎店並みの売り場面積へ拡張した。
JR前橋駅北口にあったイトーヨーカドー前橋店が2010年（平成22年）8月16日に閉店する際に、その店舗跡に出来る商業施設の1階に約1,500 m2で別館となる店舗を出店して地下1階の約2,640 m2で出店する地場資本のスーパー・フレッセイと共に核店舗となる構想が閉店直前の2010年（平成22年）8月に発表されたが、採算面の問題から同年10月に白紙撤回となって実現しなかった。
（同店跡には2012年（平成24年）11月15日にエキータが開業した。）
2004年（平成16年）1月29日のLIVIN前橋店（旧前橋西武）閉店に伴い、前橋市内唯一の百貨店となった。
前橋店の構成
2024年2月現在。
本館（地下1階・地上8階）
1962年（昭和37年）5月に「第二営業所」として開設された。
新館（地下1階・地上7階）
2002年（平成14年）2月開館。かつての丸井前橋店本館。
別館
1982年（昭和57年）5月に開設された「第三営業所」で「スポーツファッション館」として営業していた。
閉鎖した売り場
シューズ館
「第一営業所」。2021年閉館。

### 高崎店
当社初の百貨店として開業した店舗で、創業者「渋沢康平」の出生地に近い旧前橋地方裁判所高崎支部跡地に立地している。
約4年ほど先行して開業していた藤五が百貨店に対抗しながら順調に売り上げを伸ばし、群馬県内の百貨店では第1位の売上を誇る地域一番店となった。
隣接する立体駐車場「パーク500」は、2010年（平成22年）3月中旬に新設した関連会社「エムロード」が、連結しているオフィスビル「鞘町ビル」と共に取得した。
既存の本館東側に隣接する約3,090 m2の土地に地下2階・地上8階建て延べ床面積約30,880 m2の建物を増築して2階以上の部分を接続し、店舗面積約10,000 m2増やして約1.5倍となる約30,000 m2に大幅に増床する計画があったが、「パーク500」の取得により駐車場が事実上増えたことや、リーマンショック後の消費の低迷が続いていることなどから、増築部分の駐車場を減らすなど計画を見直すことになった。
2020年、本館の老朽化および耐震強度不足に伴う建て替えが公表された。新店舗は2022年8月より建設が始まり、2024年に完工。同年1月31日に旧店舗の営業を終了した。なお、高崎店にあった老舗そば店「すかや本店」（1830年創業）などは後継者不在等の問題から新店舗に移転せず閉店となった。同年2月29日に新店舗での営業を開始。売場面積は旧店舗の約3分の1に縮小した。
高崎店の構成
2024年2月現在。
本館
地上4階。4階は糸井ホールディングスが運営しており、会員制サウナ等が入居する。
2024年2月29日開館。
別館
インテリア別館として1987年に開館。現在は東京ますいわ屋が入居する。
鞘町ビル
立体駐車場「パーク500」と連結するオフィスビル。地下通路で旧本館と連絡していた。地下1階のみ使用。
閉鎖した売り場
（旧）本館
高崎市宮元町13-1。
地下2階・地上8階。店舗面積約19,305 m2。延床面積約37,641 m2。
1968年開館、2024年1月31日閉館。
スポーツファッション館
高崎市連雀町66。
地下1階・地上5階。店舗面積約2,954 m2。延床面積約4,671 m2。
1998年開館、2018年閉館。

## 閉店した店舗
- 東店（前橋市紺屋町38-2[55]）
- 既製服部（前橋市紺屋町48[55]）
- 伊勢崎店（伊勢崎市元町1-33[55]）
- スズランギフト＆ファッション伊勢崎店（伊勢崎市宮前町1404[45]）
  - 店舗面積1,010 m2[45]、延べ床面積約1,397 m2[45]。
  - 1993年（平成5年）2月に開店し[45]、2006年（平成18年）8月1日閉店[36]。建物は解体
- （初代）沼田店（沼田市上之町197[44][6]、1961年（昭和36年）12月1日開店[44][6]）
  - 店舗面積462 m2[44] → 1,500 m2[6]。
- （2代目）沼田店（沼田市材木町2-2[51]）
  - 店舗面積727 m2[51]、延べ床面積約1,178 m2[51]。
  - 沼田市の中心市街地の中央線沼高前通り沿いに出店しており、「沼田まつり」の際には店舗前が「おまつり広場」と名付けられた歩行者天国になっていた[56][57]。
  - 2013年（平成25年）2月19日閉店
- 桐生店（桐生市本町4-77[55]）
- 佐野店（栃木県佐野市若松町650[55]）

## 同族経営
会社設立前から創業者渋沢康平の弟・猛が片腕となって事業を拡大し、当社の基礎を築いた。
さらに、足利銀行に勤務していた末弟の裕も1955年（昭和30年）に入社して財務など知識を生かすと共に、高崎店の開業と共に初代店長となって軌道に乗せ、1989年（平成元年）8月に康平が相談役に退いた際に当社の2代目社長に就任した。
康平の長男・蓉一は高崎店の開業時にスーパーマーケットに勤務していて、市場などでの仕入れもしていた経験を生かして食料品売り場（いわゆるデパ地下）の開設を担当し、2001年（平成13年）11月に3代目社長に就任した。
創業者の康平は「一番優れた人がリーダーになってほしい。身内に固執することはない。」と述べているものの、裕を「高崎店長時代に実績を残して社員の信頼が厚い」として2代目社長に就任させ、「能力がなければ、継がせるわけにはいかない。社員の誰もが認める実績を残してほしい」との言葉を投げかけていた長男・蓉一を3代目社長に就任させており、実際には渋沢一族による同族経営が続いている。

## ギャラリー

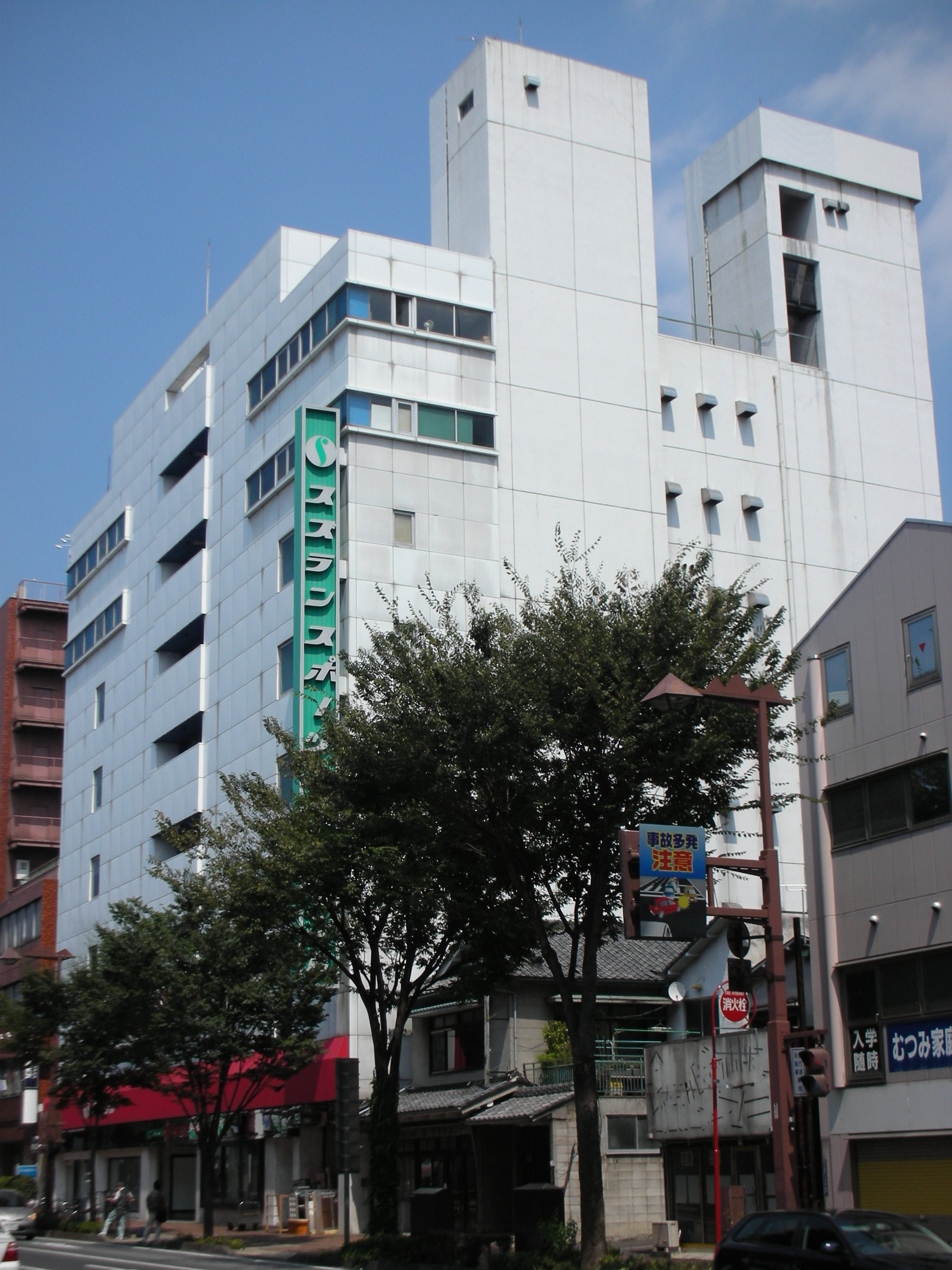
前橋店別館
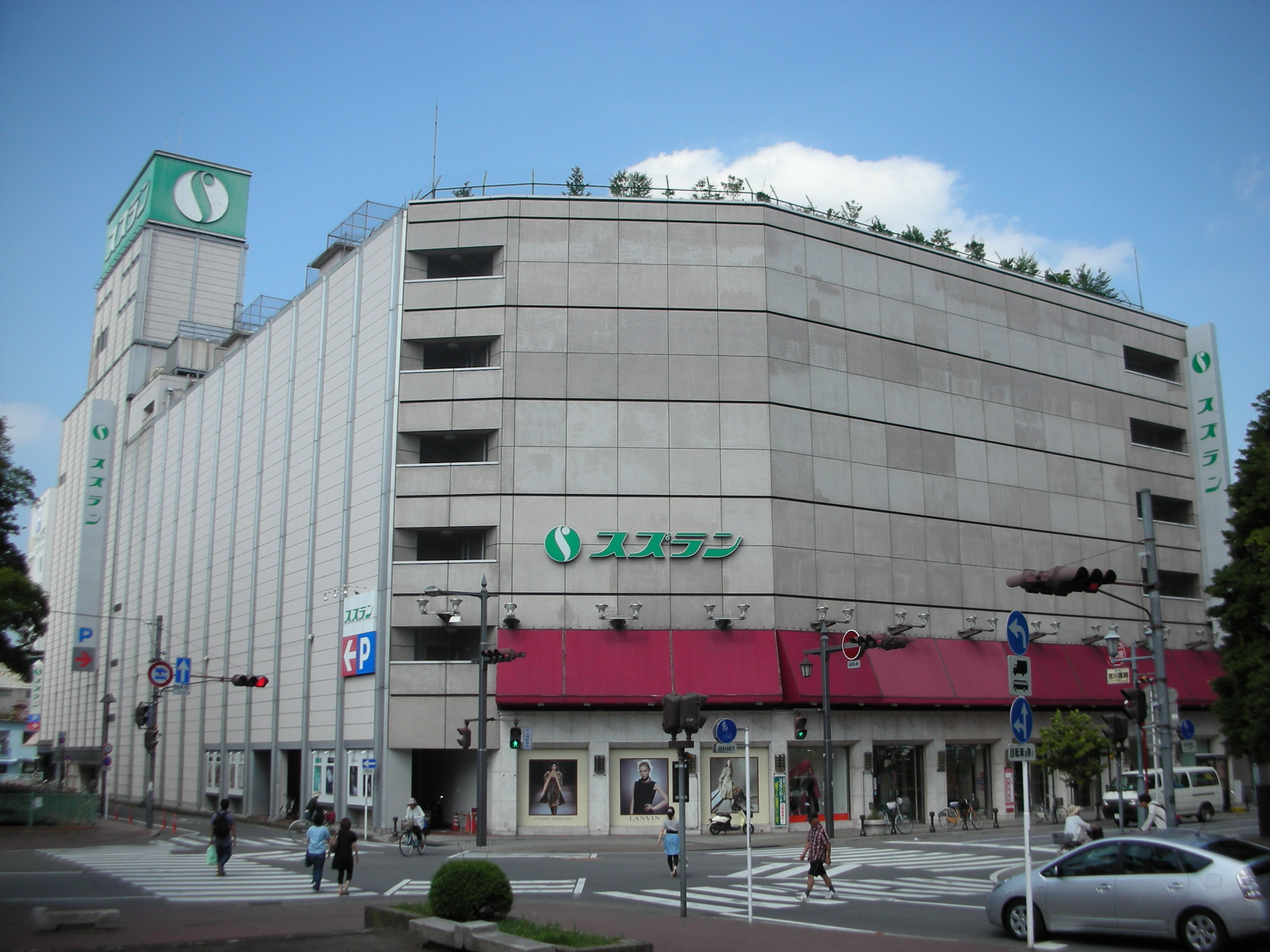
高崎店旧本館
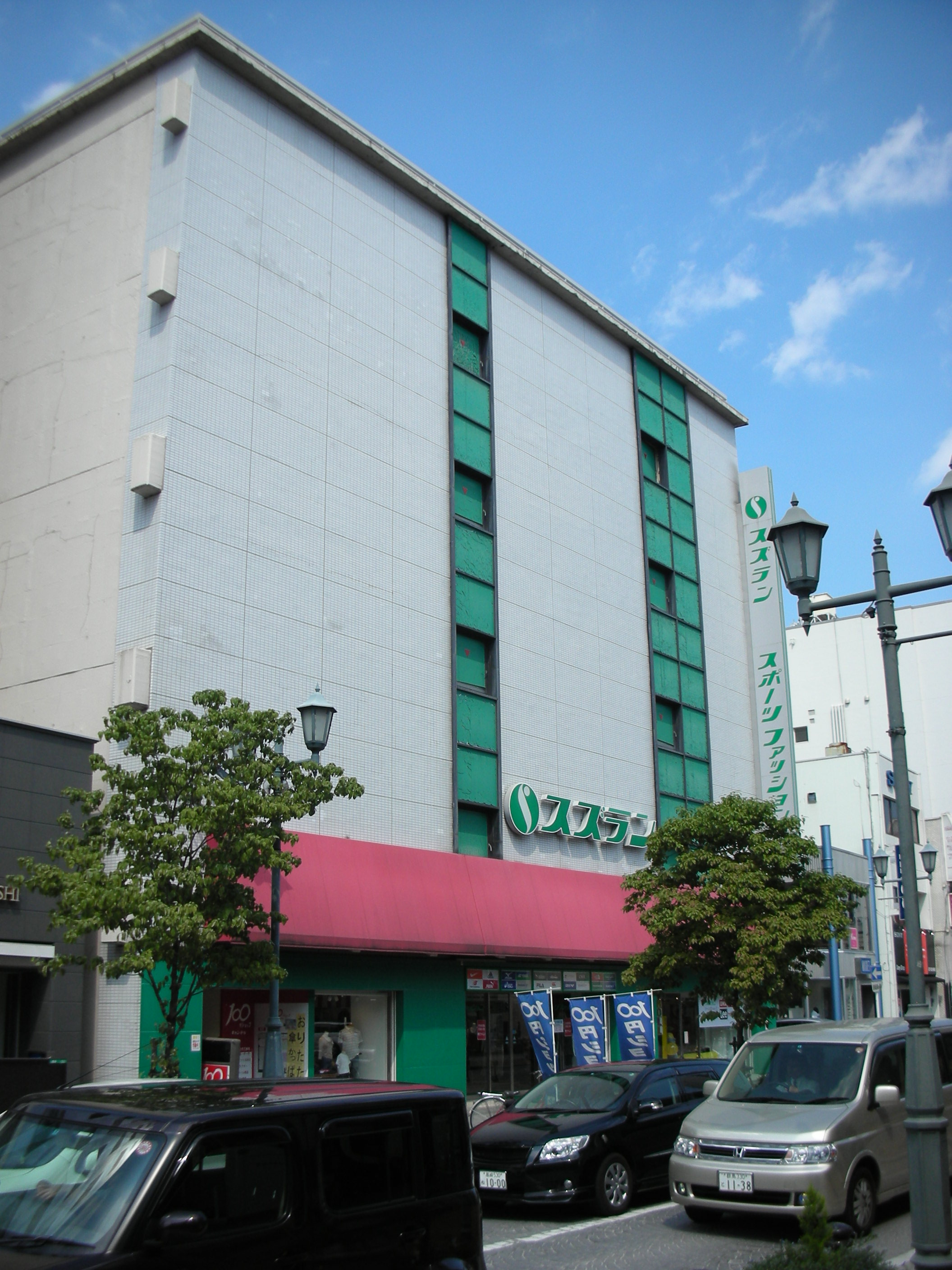
高崎店スポーツファッション館